# Arrondissement du Selfkant de Geilenkirchen-Heinsberg
L'arrondissement du Selfkant de Geilenkirchen-Heinsberg est un arrondissement de l'ancien district d'Aix-la-Chapelle. Avec ce dernier, il appartient initialement à la province de Rhénanie et depuis 1946 à la Rhénanie-du-Nord-Westphalie. Depuis le 1er janvier 1972, son territoire se situe dans l'arrondissement de Heinsberg et dans la région urbaine d'Aix-la-Chapelle. Le siège administratif se trouve à Geilenkirchen.

## Géographie

### Arrondissements voisins
L'arrondissement de Geilenkirchen-Heinsberg est limité au nord dans le sens des aiguilles d'une montre, en commençant par les arrondissements d'Erkelenz (de), Juliers (de) et Aix-la-Chapelle. La province néerlandaise du Limbourg se situe à l'ouest.

### Selfkant
Le territoire de l'arrondissement comprend - à l'exception de la période sous administration néerlandaise - le Selfkant (de), la région la plus occidentale d'Allemagne.

## Histoire

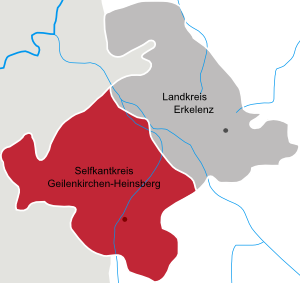
Emplacement de l'arrondissement

Le 1er octobre 1932, l'arrondissement de Geilenkirchen et la majeure partie de l'arrondissement d'Heinsberg fusionnent pour former l'arrondissement de Geilenkirchen-Heinsberg. La structure administrative change plusieurs fois dans la période qui suit :
- Le 1er janvier 1935, la commune de Setterich est transférée de l'arrondissement de Juliers (de) à l'arrondissement de Geilenkirchen-Heinsberg[4].
- Les communes de Frelenberg, Scherpenseel et Übach fusionnent en 1935 pour former la commune d'Übach-Palenberg .
- Schümmerquartier est rebaptisé Schümm en 1936[3].
- Le 23 avril 1949, sept communes du Selfkant (Havert, Hillensberg, Höngen, Millen, Süsterseel, Tüddern et Wehr ; ainsi que le quartier de Gangelt de Mindergangelt) sont séparées de l'arrondissement et placées sous l'administration néerlandaise.
- En 1951, l'arrondissement reçoit le nom de Arrondissement du Selfkant de Geilenkirchen-Heinsberg pour attester officiellement que l'occupation néerlandaise du Selfkant (de) depuis la Seconde Guerre mondiale ne serait pas acceptée comme permanente[5].
- Beggendorf est incorporée à Baesweiler en 1952.
- Les communes de Breberen et Schümm fusionnent le 1er janvier 1963 pour former la commune de Breberen-Schümm .
- Le 1er août 1963, les communes du Selfkant, cédées aux Pays-Bas en 1949, sont réincorporées à l'arrondissement.
- La commune d'Übach-Palenberg obtient le droit de cité en 1967.

L'arrondissement comprend désormais 46 communes :
| Bureau             | Communes (situation en 1968)                                   |
| ------------------ | -------------------------------------------------------------- |
| Sans bureau        | Geilenkirchen, Heinsberg, Übach-Palenberg, Teveren             |
| Baesweiler         | Baesweiler, Oidtweiler                                         |
| Brachelen          | Brachelen, Lindern, Randerath                                  |
| Gangelt            | Breberen-Schümm, Gangelt, Schierwaldenrath                     |
| Heinsberg-Campagne | Schafhausen, Unterbruch                                        |
| Immendorf-Würm     | Beeck, Immendorf, Puffendorf, Setterich, Süggerath, Würm       |
| Karken             | Karken, Kempen, Kirchhoven                                     |
| Oberbruch-Dremmen  | Dremmen, Horst, Oberbruch, Porselen                            |
| Selfkant           | Havert, Hillensberg, Höngen, Millen, Süsterseel, Tüddern, Wehr |
| Waldenrath         | Aphoven, Birgden, Waldenrath                                   |
| Waldfeucht         | Braunsrath, Haaren, Saeffelen, Waldfeucht                      |
| Wassenberg         | Birgelen, Effeld, Ophoven, Orsbeck, Wassenberg                 |

Dans le cadre de la réforme territoriale de Rhénanie-du-Nord-Westphalie, les quatre communes du bureau d'Oberbruch-Dremmen sont initialement fusionnées le 1er janvier 1969 pour former la nouvelle commune d'Oberbruch-Dremmen. Le 1er juillet 1969, la loi réorganisant les communes de l'arrondissement de Geilenkirchen-Heinsberg entre en vigueur :
- Breberen-Schümm, Schierwaldenrath et Birgden sont incorporées à la commune de Gangelt.
- Havert, Hillensberg, Höngen, Millen, Saeffelen, Süsterseel, Tüddern et Wehr fusionnent pour former la nouvelle commune de Selfkant .
- Aphoven, Schafhausen et Unterbruch sont incorporés à la ville de Heinsberg.
- Les bureaux de Gangelt, Heinsberg-Campagne, Selfkant et Waldenrath sont dissous.

Par la loi d'Aix-la-Chapelle (de) du 1er janvier 1972, d'autres communes sont fusionnées et l'arrondissement est dissous :
- Baesweiler, Oidtweiler, Puffendorf et Setterich fusionnent pour former une nouvelle commune de Baesweiler.
- Geilenkirchen, Teveren, Lindern, Beeck, Immendorf, Süggerath et Würm fusionnent pour former la nouvelle ville de Geilenkirchen.
- Heinsberg, Karken, Kempen, Kirchhoven, Oberbruch-Dremmen, Randerath et Waldenrath fusionnent pour former la nouvelle ville d'Heinsberg.
- Brachelen fait partie de la ville d'Hückelhoven.
- Braunsrath, Haaren et Waldfeucht fusionnent pour former la nouvelle commune de Waldfeucht.
- Birgelen, Effeld, Ophoven, Orsbeck et Wassenberg ont fusionné pour former la nouvelle commune de Wassenberg.
- À l'exception de la commune de Baesweiler, qui fait partie du district d'Aix-la-Chapelle, l'ensemble de l'arrondissement fait partie du nouveau arrondissement de Heinsberg.

## Évolution de la démographie
| Année | Habitants |
| ----- | --------- |
| 1933  | 91 099    |
| 1939  | 92 845    |
| 1950  | 96 688    |
| 1960  | 119 000   |
| 1971  | 139 000   |

## Administrateurs de l'arrondissement
- 1932-1945 : Alexander Czéh (de) (administrateur de l'arrondissement de Geilenkirchen de 1919 à 1932)
- 1945-1946 : Paul Wonschik
- 1946-1948 : Josef Rademacher
- 1948-1954 : Peter Pilates (de)
- 1954-1969 : Franz Braun (de)
- 1969-1971 : Anton Nordhausen (de)

## Blason
Les armoiries montrent le lion de Juliers dans le premier quartier, qui, comme le perroquet représenté ci-dessous, est tiré des armoiries de la ville de Geilenkirchen. Le lion d'argent dans la moitié gauche de l'écu est la figure commune de la ville d'Heinsberg. Le droit d'utiliser ses propres armoiries est accordé à l'arrondissement par un document du gouvernement du Land daté du 1er mars 1950.